# Йоланта Свінська
Йоланта Свінська (пол. Jolanta Siwińska; нар. 2 квітня 1991, Колобжег, Польща) — польська футболістка, захисниця клубу «Гурник» (Ленчна) та національної збірної Польщі.

## Клубна кар'єра
Футбольну кар'єру розпочала 2009 року в складі «Гриф Седіна» (Щецин). У 2010 році перейшла до іншого щецинського клубу, «Погоні». У футболці вище вказаного клубу з 2010 по 2012 рік виступала в Екстралізі, вищому дивізіоні чемпіонату Польщі. Другу половину сезону 2012/13 років грала за «Гурник» (Ленчна), а потім перейшла в німецький клуб Другої Бундесліги «Блау-Вайс Гоген» (Ноєндорф) у сезоні 2013/14 років. Разом з командою понизилася в класі після поразки від Вюрцбурга, в липні 2015 року перейшла до «Любарса», з яким впевнено виграла Другу Бундеслігу. Однак через фінансові труднощі клуб відмовився від підвищення в класі на користь «Вердера», який посів друге місце, а Йоланта приєдналася до «Турбіне» (Потсдам). У Бундеслізі дебютувала 28 серпня 2015 року в програному (1:3) виїзному поєдинку 1-го туру проти чемпіона Німеччини мюнхенської «Баварії». Після двох сезонів у Потсдамі залишила клуб Бундесліги наприкінці сезону 2016/17 років й повернулася на батьківщину. Перейшла до АЗС ПВСЗ (Бяла-Подляська) з першого дивізіону, а наступного сезону перебралася до «Гурника» (Ленчна).

## Кар'єра в збірній
Сівінська дебютував у дівочій збірній Польщі (WU-17) у 2007 році, виступав за жіночу молодіжну збірну країни. За національну збірну Польщі дебютувала 21 вересня 2011 року в програному (0:2) поєдинку проти Росії в Ратиборі, однак за зеленим столом росіянам зарахували технічну перемогу з рахунком 3:0. 8 травня 2014 року на 13-й хвилині відзначилася першим голом (1:0) за національну збірну Польщі в Тофтірі в переможному (3:0) поєдинку проти Фарерських островів.

## Досягнення
«Любарс»
- Друга Бундесліга
  -  Чемпіон (1): 2014/15